# 鈴木俊哉
鈴木 俊哉（すずき としや、1961年 - ）は、日本のリコーダー奏者。愛知県西尾市出身。

## 経歴
少年期に叔父からリコーダーの手ほどきを受け、1977年に全日本リコーダーコンクールの高校の部で優秀賞。花岡和生に師事した後、1982年にアムステルダムのスヴェーリンク音楽院 (Sweelinck Conservatorium)（現在のアムステルダム音楽院）に留学し、ワルター・ファン・ハウヴェ (Walter van Hauwe) に師事。1991年にソリストディプロマを得て音楽院を修了。
その後もアムステルダムに拠点を置きながら、ダルムシュタット夏季現代音楽講習会、国際現代音楽協会「世界音楽の日々」など欧米で各地のコンクールや音楽祭に参加するなど演奏活動を続け、日本でも1992年にリサイタル・デビューを果たし、秋吉台国際20世紀音楽セミナー&フェスティバル、武生国際音楽祭などに参加した。また、委嘱作品など、中村斉、野村誠、伊藤弘之、徳永崇、大村久美子といった作曲家たちの作品を初演する活動に継続して取り組んでいる。2001年からは笙奏者の宮田まゆみとの共演を軸に、他の楽器も交えた演奏にも取り組んでいる。
1998年に秩父ミューズパーク音楽堂で行なったリサイタルの演奏を収めたCD『鈴木俊哉リコーダーリサイタル』（2001年、MusicScape）は、『レコード芸術』、『stereo』、『朝日新聞』で高く評価された。
2002年にはダルムシュタット夏季現代音楽講習会で講師を務めた。2003年からは、拠点を日本に移している。
音楽学者の伊東信宏は、鈴木について「リコーダー音楽において、他の誰もとって代わることのできない境位にあることは確かだ」と評している。
鈴木は、2006年に、松平頼暁、野坂惠子とともに、第24回中島健蔵音楽賞を受賞した。